# Шалута
Шалута (рос. Шалута) — селище Іволгинського району, Бурятії Росії. Входить до складу Сільського поселення Іволгинське.
Населення — 34 особи (2015 рік).